# Кабаново (Богородський міський округ)
Каба́ново (рос. Кабаново) — присілок у складі Богородського міського округу Московської області, Росія.

## Населення
Населення — 50 осіб (2010; 57 у 2002).
Національний склад (станом на 2002 рік):
- росіяни — 93 %